# Nordre Sandøy
Nordre Sandøy  est une île de la commune de Hvaler , dans le comté d'Østfold en Norvège.

## Description
L'île de 2,5 km2 est au nord de Søndre Sandøy et se trouve dans le sud de l'Oslofjord extérieur. Elle est séparée du continent par le détroit de Sekken qui forme le frontière avec la Suède. Kirkøy se trouve immédiatement à gauche.
Nordre Sandøy a abrité un bon nombre de familles pendant plusieurs centaines d'années, mais en raison de la forte baisse des activités de pêche à Hvaler, les habitants ont choisi de s'installer sur le continent. Les deux anciennes maisons pour les résidents permanents et une multitude de nouvelles cabanes sont maintenant habitées par des estivants autour de l'île.